# 政治进化
政治进化（西班牙語：Evolución Política，缩写为Evópoli）是智利的一个中右翼政党，成立于2012年。该党将自己定义为一个自由主义政党，提出“现代的中右翼作为其纲领的中心要素，要欣赏多样性，强调鼓励当地社区和追求社会正义”的纲领。